# Rejodadi (Banyuasin III)
Rejodadi is een bestuurslaag in het regentschap Banyuasin van de provincie Zuid-Sumatra, Indonesië. Rejodadi telt 3545 inwoners (volkstelling 2010).